# Troglohyphantes strandi
Troglohyphantes strandi là một loài nhện trong họ Linyphiidae.
Loài này thuộc chi Troglohyphantes. Troglohyphantes strandi được miêu tả năm 1932 bởi Absolon & Josef Kratochvíl.